# Вяетса (природний заповідник)
Природний заповідник Вя́етса (ест. Väätsa looduskaitseala) — природоохоронна територія в Естонії, у волості Тюрі повіту Ярвамаа.

## Основні дані
KKR-код: KLO1000145
Загальна площа — 418,4 га.
Заповідник утворений 14 липня 2005 року.

## Розташування
Природоохоронний об'єкт розташовується на землях, що належать селам Віссувере, Рєа, Сауеауґу.
Територія заповідника збігається з природною областю Вяетса (Väätsa loodusala), що включена до Європейської екологічної мережі Natura 2000.

## Мета створення
Метою створення заповідника є збереження 2 типів природних оселищ:
| Код   | Тип оселища                          | Площа, га |
| ----- | ------------------------------------ | --------- |
| 7110* | Активні верхові (оліготрофні) болота | 202       |
| 91D0* | Заболочені ліси                      | 142       |

У заповіднику охороняється беркут (Aquila chrysaetos), який належить до I охоронної категорії (Закон Естонії про охорону природи).

## Зони заповідника
| Назва    | Назва         | Тип                   | Площа, га | Категорія МСОП | Координати                                                            |
| -------- | ------------- | --------------------- | --------- | -------------- | --------------------------------------------------------------------- |
| Котку    | Kotku skv.    | зона цільової охорони | 256,4     | Ib             | 58°56′7″ пн. ш. 25°28′3″ сх. д. / 58.93528° пн. ш. 25.46750° сх. д.   |
| Сааремяе | Saaremäe skv. | зона цільової охорони | 162,0     | Ib             | 58°55′50″ пн. ш. 25°29′36″ сх. д. / 58.93056° пн. ш. 25.49333° сх. д. |